# Droga krajowa 50

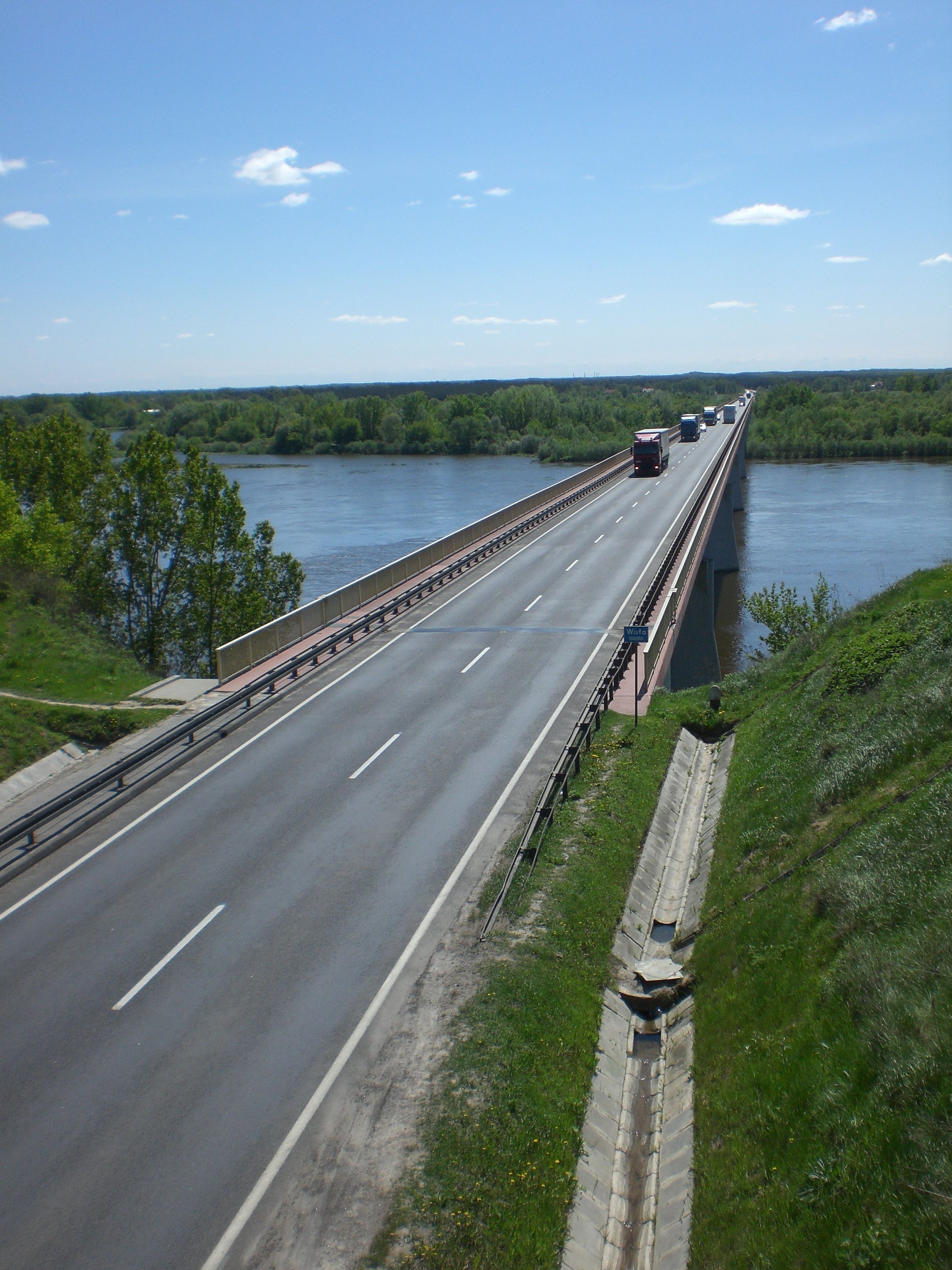
Neue Weichselbrücke in Wyszogród

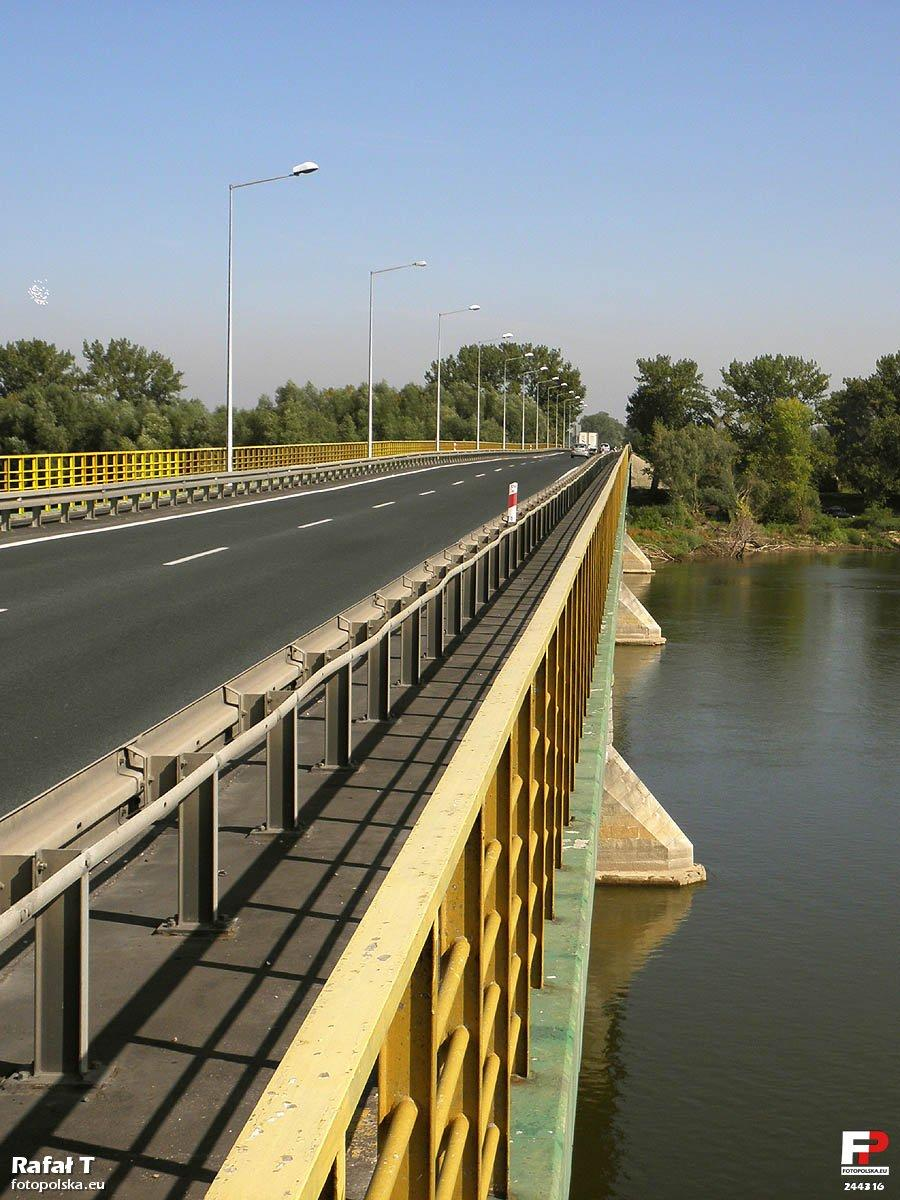
Weichselbrücke in Góra Kalwaria

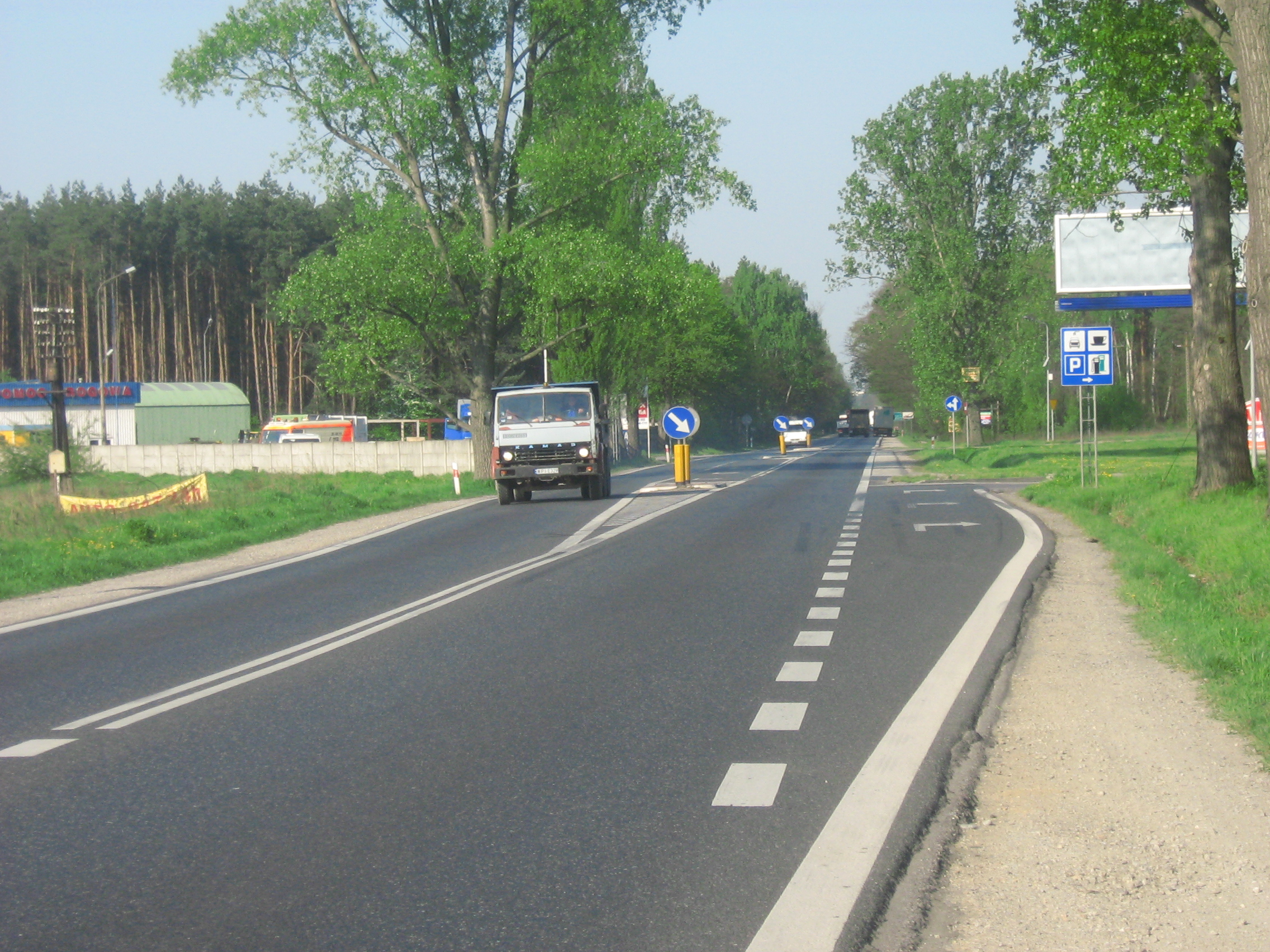
Die DK50 in Góra Kalwaria

Die Droga krajowa 50 (DK50) ist eine Landesstraße in Polen. Sie umzieht etwa U-förmig die Landeshauptstadt Warschau im Westen, Süden und Osten.

## Verlauf
Die Straße beginnt in Ciechanów an der DK60 und verläuft von dort in südwestlicher Richtung über Płońsk, wo die Droga ekspresowa S7 (Europastraße 77) gekreuzt und die DK10 aufgenommen werden, nach Wyszogród. Hier wird die DK62 gequert, weiter überschreitet die Straße auf einer neuen Brücke die Weichsel. Sie erreicht Sochaczew, dessen Zentrum im Süden umgangen wird, und kreuzt hier die DK92. Vor Żyrardów wird bei der Anschlussstelle Wiskitki die Autostrada A2 gequert, in Mszczonów die Schnellstraße Droga ekspresowa S8 (Europastraße 67). Die Straße schwenkt nach Osten und kreuzt in Grójec die Schnellstraße Droga ekspresowa S7 (Europastraße 77). Sie verläuft weiter nach Góra Kalwaria, wo die DK79 kreuzt, überquert hier die Weichsel auf einer Brücke, kreuzt die  DK17 (zukünftige Droga ekspresowa S17, Europastraße 372) und verläuft weiter in nördlicher Richtung nach Mińsk Mazowiecki, wo sie die DK 92 und kurz darauf die Autostrada A2 kreuzt. Von hier verläuft sie weiter in nordnordöstlicher Richtung nach Łochów, hier kreuzt sie sich mit der DK62. Im weiteren Verlauf überschreitet die Straße vor Brok den Bug und endet schließlich bei Ostrów Mazowiecka an der Schnellstraße Droga ekspresowa S8 (Europastraße 67).
Die Länge der Straße beträgt rund 297 Kilometer.

## Wichtige Ortschaften an der Strecke
- Woiwodschaft Masowien (województwo mazowieckie):
- Ciechanów
- Płońsk
- Sochaczew
- Mszczonów
- Grójec
- Góra Kalwaria
- Mińsk Mazowiecki
- Łochów
- Ostrów Mazowiecka